# Brain Failure
I Brain Failure (cinese tradizionale: 腦濁; cinese semplificato: 脑浊; pinyin: Nǎozhuó) sono un gruppo punk rock cinese proveniente da Pechino. Durante gli anni '90 la Cina ha iniziato ad importare sottobanco musica occidentale alternativa ed underground, permettendo a formazioni come i Brain Failure di ispirarsi a nomi del punk qual The Clash e Rancid. I testi dei Brain Failure coprono per di più tematiche politiche o di interesse pubblico.
La band, una delle poche formazioni cinesi ad essersi fatta un nome in occidente, è stata in tour con gruppi quali Dropkick Murphys, The Business e The Unseen di Boston, Massachusetts. Il 20 febbraio 2007, i Brain Failure hanno anche pubblicato un EP split con un altro gruppo di Boston, i Big D and the Kids Table, intitolato per l'appunto Beijing to Boston.
Nel 2011 sono apparsi nella pellicola Il ventaglio segreto, diretta da Wayne Wang, con Li Bingbing e Hugh Jackman.

## Formazione

### Formazione attuale
- Xiao Rong (肖容) – voce, chitarra elettrica
- Wang Jian – chitarra elettrica, seconda voce
- Gao Yufeng – basso
- Xu Lin – batteria

### Ex componenti
- Dave O'Dell – basso
- Shi Xudong – basso
- Ma Jiliang – basso

## Discografia

### Album in studio
- 1999 – Wuliao Contingent[5]
- 2002 – Turn On The Distortion
- 2005 – American Dreamer
- 2006 – Beijing to Boston (split con i Big D and the Kids Table)[3]
- 2007 – Coming Down to Beijing
- 2008 – A Box in The Broken Ball
- 2009 – Downtown Production

### Partecipazioni a compilation
- 1998 - Wuliaojundui - Christmas in Scream![6]
- 1999 – Wuliao Contingent[5]
- 2004 – Give'em the Boot (Hellcat Records), con That's What I Know (traccia 11)